# Parcul Național al Pirineilor
Parcul Național din Pirinei(franceză Parc national des Pyrénées) este un parc național francez ce a fost înființat în anul 1967. Parcul se întinde pe o lungime de aproape 100 de km de-a lungul graniței cu Spania și are o lățime maximă de 15 km. Parcul are suptafața de 457 km² fiind cel mai mare parc natural din Munții Pirinei. Regiunea parcului cuprinde munții din sudul comunei Lescun Franța, până la  „Valleé d'Aspe” în vest și „Valleé d'Aure” în est. Locurile cele mai cunoscute din parc sunt comuna Gavarnie și masivul Vignemale care este punctul cel mai înalt din Pirineii francezi.
Pe teritoriul parcului trebuiesc respectate următoarele reguli:
- Protecția faunei și florei
- Este interzisă circulația cu autovehicule
- Este interzis accesul câinilor
- Este interzis campingul
- Este interzis facerea focului
- Este interzisă aruncarea resturilor pe teritoriul parcului
- Este interzis vânatul

1. ↑  Nationally designated areas inventory, accesat în 26 iunie 2021